# Charles Griffiths
Charles Griffiths (* 1882 in Rugby oder Shropshire; † Mai 1936 in England) war ein englischer Fußballspieler und -trainer.

## Spielerkarriere
Griffiths spielte als Stürmer für Luton Town, AFC Barrow, Preston North End und kam im November 1907 für Lincoln City zu einem Einsatz in der Football League Second Division. Im Januar 1904 wird berichtet, dass der aus Barnsley stammende Stürmer von Coventry City verpflichtet wurde und zuvor für Luton, St. Helens und Oswestry aktiv gewesen sein soll. Vor seiner Trainertätigkeit in Deutschland war er in Oswestry wohnhaft und im regionalen Fußball von Shropshire bekannt.

## Trainerkarriere

### Vereine
Der Tatsache bewusst, 1910 und 1911 in der Endrunde um die Süddeutsche Meisterschaft jeweils am Karlsruher FV gescheitert zu sein, veranlasste die Bayern-Führung einen Trainer aus dem Mutterland des Fußballs zu verpflichten. Dabei orientierte man sich an den Karlsruher FV, der unter William Townley 1910 Deutscher Meister geworden war und mit Charles Griffiths, der seit 1909 in Deutschland weilte und bei Borussia Mönchengladbach erste Trainererfahrung gemacht hatte, seit April 1911 ebenfalls über einen Trainer aus England verfügte. Dieser wurde auf Anraten von Dr. Angelo Knorr, seinerzeit Präsident des FC Bayern München, Anfang August desselben Jahres zunächst versuchsweise als Trainer der Bayern beschäftigt und – nachdem dieser innerhalb einer Woche alle Skeptiker zu überzeugen wusste – am 16. August 1911 – als Ergebnis der außerordentlichen Mitgliederversammlung – als erster hauptamtlicher Trainer angestellt. Nach der verpassten Bayerischen Meisterschaft 1912 und der damit verbundenen Qualifikation zur Teilnahme an der Endrunde um die Süddeutsche Meisterschaft wurde nach nur sieben Monaten der Vertrag mit Griffiths am 6. April 1912 gelöst.
Griffiths unterschrieb bereits fünf Tage später einen Anstellungsvertrag bei den Stuttgarter Kickers, mit denen er am Saisonende sowohl Württembergischer Meister als auch Süddeutscher Meister wurde. In seiner zweiten Saison gewann er nochmals die Württembergische Meisterschaft. Mit Ausbruch des Ersten Weltkrieges kehrte Griffiths nach Rugby zurück.
Nach dem Ende des Krieges war Griffiths von 1920 bis 1922 in den Niederlanden tätig. Zunächst betreute er Be Quick Groningen. Die Mannschaft gewann 1920 den niederländischen Meistertitel.
Anschließend übernahm er das Traineramt beim Erstligisten Vitesse Arnheim, wo Willem Hesselink, zu Anfang des Jahrhunderts Spieler und Präsident des FC Bayern, Präsident war. Dort wurde er Nachfolger des späteren Bayern-Trainers James McPherson der im März 1920 für den Klassenerhalt gefeiert wurde und danach die norwegische Nationalmannschaft bei den Olympischen Spielen betreute. Unter Griffiths stieg der Verein 1922 in die Zweitklassigkeit ab. Dem Engländer wurde jedoch keine Schuld zugewiesen. Vielmehr sah man unter ihm Verbesserungen. Beklagt wurde aber die mangelnde Teilnahme der Spieler am Training. Er war auch der erste Trainer, der sich bei Vitesse um die Jugendspieler kümmerte. Unter seinen Nachfolgern, dem Spielertrainer Jan van Dort und dem olympischen Leichtathleten Bram Evers stieg die Mannschaft nach einer Saison wieder auf.
Griffiths war in jenem Jahr – nach seiner ersten Saison in Belgien – ebenfalls erfolgreich; er gewann mit Union Saint-Gilloise die Meisterschaft 1923, die achte des Vereins insgesamt. Während seiner zweiten Trainertätigkeit, 1933 bis 1935, gewann er mit der Mannschaft sowohl 1934 als auch 1935 die Meisterschaft und stellte zudem einen bis heute gültigen Rekord von 60 ungeschlagenen Punktspielen auf. Zwischenzeitlich war er in Frankreich tätig gewesen, hier hatte er 1933 die Coupe de France mit Excelsior AC Roubaix im Endspiel-Lokalderby gegen RC Roubaix gewonnen. Später kehrte er abermals nach Frankreich zurück, um 1935 die Geschicke der Union Sportive Valenciennes-Anzin zu leiten.
Nachdem er wenige Monate zuvor mit dem Abgang bei USVA seine Laufbahn beendet hatte und für den Ruhestand nach England zurückgekehrt war, verstarb er dort im Mai 1936.

### Nationalmannschaft
1920 gehörte Griffiths zum Betreuerstab, als die belgische Nationalmannschaft im Fußballwettbewerb der Olympischen Spiele die Goldmedaille nach einem Spielabbruch des Endspiels gegen die Tschechoslowakei gewann. Aus Protest gegen einige Entscheidungen des Schiedsrichters John Lewis hatten die tschechoslowakischen Spieler bei einem 2:0-Zwischenstand zugunsten der gastgebenden Belgier vor Ende der ersten Halbzeit den Platz verlassen, woraufhin dieser das Spiel vorzeitig beendete.
1924 trainierte er die Nationalmannschaft Frankreichs, mit der er vom 25. Mai bis 9. Juni am olympischen Fußballturnier teilnahm und – nach dem 7:0-Sieg über die Auswahl Lettlands im Achtelfinale – mit 1:5 gegen die Auswahl Uruguays, dem späteren Olympiasieger, im Viertelfinale ausschied. Im Dezember 1933 gehörte Griffiths anlässlich eines Freundschaftsspiels zwischen der englischen und französischen Nationalmannschaft zur insgesamt 30 Personen umfassenden französischen Delegation. Insgesamt stand er als Verbandstrainer sieben Jahre im Dienst des französischen Verbands FFFA, dabei kümmerte er sich aber vermutlich vornehmlich um die Trainerausbildung während die Nationalelf von einem von Gaston Barreau angeführten Auswahlkomitee betreut wurde.